# Baronía de San Miguel de la Atalaya
La baronía de San Miguel de la Atalaya fue un título nobiliario español, creado el 8 de octubre de 1778 por Carlos III de España a favor del teniente José de Guzmán. Esto, en recompensa por fundar la villa fortificada de San Miguel de la Atalaya, en la isla de Santo Domingo.
El primer barón falleció en 1791 siendo su heredero, su sobrino menor de edad, José de Guzmán y Saldaña, hijo de su hermano Vicente. Durante la insurrección de los esclavos de Saint Domingue, San Miguel de la Atalaya fue arrasada y el II barón se refugió en Cuba, donde vivió hasta su muerte, sumido en la miseria.
Este fue uno de los cuatro títulos nobiliarios españoles concedidos en territorios de Santo Domingo, los otros son: el Ducado de la Vega, el marquesado de Las Carreras y el vizcondado de San Rafael de la Angostura. Todos están caducados a excepción del ducado de la Vega, perteneciente a Ángel Santiago Colón de Carvajal y Mandalúniz.

## Barones de San Miguel de la Atalaya
|                         | Titular                   | Periodo                 |
| Creación por Carlos III | Creación por Carlos III   | Creación por Carlos III |
| ----------------------- | ------------------------- | ----------------------- |
| I                       | José de Guzmán y Meléndez | 1778-1791               |
| II                      | José de Guzmán y Saldaña  | 1793-1831               |
| III                     | José de Guzmán y Araújo   | 1831-1837               |
| IV                      | Luis de Guzmán y Araújo   | 1844-1847               |
| V                       | Manuel de Guzmán y Araújo | Último titular          |
| Título caducado         |                           |                         |

## Historia de los barones de la Atalaya
- José de Guzmán y Meléndez (Hincha, ca. 1740-San Miguel de la Atalaya, ca. 1791), I barón de San Miguel la Atalaya, I vizconde de San Rafael de La Angostura. Fue teniente de milicias.

Casó con Gregoria de Luna y Andújar, sin descendencia.
- José de Guzmán y Saldaña (Hincha, 1774-Santiago de Cuba, 1844) II barón de San Miguel de la Atalaya. Hijo de Vicente de Guzmán, alférez de Hincha, y María Felicita Saldaña y sobrino del I barón.

Casó con Josefa de Araújo Reyes, de esta unión nacieron:
* Miguel de Guzmán y Araújo
* Manuel de Guzmán y Araújo
* Luis de Guzmán y Araújo (Santiago de Cuba, 1809- ?)
* María del Carmen de Guzmán y Araújo